# (37532) 1978 VL8
1978 في أل 8 (ويعرف أيضًا باسم (37532) 1978 في أل 8 وفق تسمية الكوكب الصغير) (بالإنجليزية: 1978 VL8)‏ هو كويكب ضمن حزام الكويكبات؛ وترتيبه 37532 من حيث الاكتشاف.
اكتُشف هذا الجُرم الفلكي بواسطة شيلت جون بوبي في 6 نوفمبر 1978.

## وصلات خارجية
- (37532) 1978 VL8 في قاعدة بيانات مختبر الدفع النفاث لأجرام النظام الشمسي الصغيرة

- الاكتشاف · مخطط المدار ·  العناصر المدارية · المعلمات المادية

- (37532) 1978 VL8 على موقع ويكي سكاي: DSS2, SDSS, GALEX, IRAS, Hydrogen α, X-Ray, Astrophoto, Sky Map, Articles and images